# Бе Мартинс
Бе Мартинс (порт. Bê Martins; род. 29 декабря 1989, Рио-де-Жанейро) — португальский и бразильский игрок в пляжный футбол. Двукратный победитель чемпионата мира по пляжному футболу (2015, 2019). На турнире 2019 года он получил «Бронзовый мяч» (как третий лучший игрок мундиаля), а в 2022 году был назван лучшим игроком мира на церемонии награждения «Звёзды пляжного футбола».
Брат-близнец Леонардо также занимается пляжным футболом.

## Биография

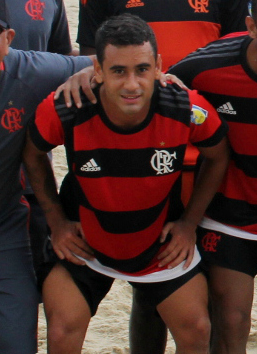
Бе Мартинс в футболке «Фламенго», 2016 год

Бе Мартинс и его брат-близнец Лео родились в Бразилии. Бе родился на две минуты раньше своего младшего брата. В 18 лет они отправились в Испанию, чтобы подписать контракт с одним из футбольных клубов. Однако из-за проблем с агентом, бразильцы не смогли найти себе команду. Финансовую помощь в переезде им оказали родители, а когда средства закончилась они оказались в сложном материальном положении.
В конце концов они заключили контракт с клубом «Канильяс». Одновременно с переездом в Европу они начали процесс получения португальского гражданства, поскольку родом от туда был их прадед по отцовской линии. Гражданство в итоге было получено в 2009 году. В 2011 году, когда им исполнился 21 год, их контракты с клубом закончились. В этот же момент у их матери начались проблемы со здоровьем и они вернулись в Бразилию. Для поддержания физической формы они решили тренироваться на песке и начали заниматься пляжным футболом. В новом виде спорта они получили приглашение от «Васко да Гаме», откуда затем перешли во «Фламенго». После выступления на Клубном Мундиалито Бе получил предложение сыграть в России. Позднее к нему присоединился и брат-близнец.
Впервые в сборную Бразилии по пляжному футболу его пригласили в 2012 году на турнир в Парагвае. Тем не менее после того, как новым главным тренером Бразилии стал Жуниор Негао, Бе потерял место в составе.
Выступления за итальянскую команду в 2014 году привлекли внимание тренеров сборной Португалии, которые направили приглашения близнецам сыграть за европейскую сборную. К этому времени к ним возобновился интерес со стороны Бразилии, но они предпочли представлять Португалию, сославшись на то что в бразильской команде у них будет меньше шансов закрепится в составе. Ещё одним фактором стало то, что их интеграцию в португальскую команду поддерживали известные португальские игроки Маджер и Алан. Бе дебютировал за Португалию на Межконтинентальном кубке 2014 года, на шесть месяцев раньше своего брата, сыграв за это время 15 матчей за сборную.
В следующем году, в возрасте 24 лет, Бе Мартинс по решению экспертного комитета Beach Soccer Worldwide был удостоен награды «Восходящая звезда» на церемонии награждения «Звезды пляжного футбола 2015». Это стало следствием его участия в победе Португалии на чемпионате мира 2015 года. Кроме того в том году оба брата сыграли за «Брагу», с которой выиграли несколько национальных и европейских турниров.
Бе Мартинс был одним из ключевых игроков португальской команды на чемпионате мира 2019 года, где он получил свой второй титул. По итогам мундиаля он был также признан третьим лучшим игроком соревнований и получил награду «Бронзовый мяч». За победу на чемпионате мира Бе, вместе с другими футболистами команды, стал кавалером португальского Ордена Заслуг. В 2021 году его включили в число мировой команды мечты года. В 2022 году на церемонии «Звезды пляжного футбола» он удостоился награды лучшего игрока мира.

## Статистика
| Турнир                             | Год   | Матчи | Голы | Прим. |
| ---------------------------------- | ----- | ----- | ---- | ----- |
| Чемпионат мира по пляжному футболу | 2015  | 5     | 3    |       |
| Чемпионат мира по пляжному футболу | 2017  | 4     | 0    |       |
| Чемпионат мира по пляжному футболу | 2019  | 6     | 4    |       |
| Чемпионат мира по пляжному футболу | 2021  | 3     | 0    |       |
| Всего                              | Всего | 18    | 7    | —     |

| Турнир                       | Сезон | Матчи | Голы | Прим. |
| ---------------------------- | ----- | ----- | ---- | ----- |
| Евролига по пляжному футболу | 2015  | 7     | 3    |       |
| Евролига по пляжному футболу | 2016  | 9     | 5    |       |
| Евролига по пляжному футболу | 2017  | 7     | 8    |       |
| Евролига по пляжному футболу | 2018  | 9     | 6    |       |
| Евролига по пляжному футболу | 2019  | 7     | 5    |       |
| Евролига по пляжному футболу | 2020  | 4     | 2    |       |
| Евролига по пляжному футболу | 2021  | 7     | 4    |       |
| Евролига по пляжному футболу | 2022  | 6     | 11   |       |
| Евролига по пляжному футболу | 2023  | 6     | 7    |       |
| Всего                        | Всего | 62    | 51   | —     |

| Турнир                                          | Год     | Клуб  | Матчи | Голы | Прим. |
| ----------------------------------------------- | ------- | ----- | ----- | ---- | ----- |
| Кубок европейских чемпионов по пляжному футболу |         |       |       |      |       |
| 2014                                            | Катанья | 6     | 2     |      |       |
| 2015                                            | Катанья | 7     | 6     |      |       |
| 2016                                            | Брага   | 7     | 14    |      |       |
| 2017                                            | Брага   | 7     | 5     |      |       |
| 2018                                            | Брага   | 7     | 6     |      |       |
| 2019                                            | Брага   | 8     | 7     |      |       |
| 2020                                            | Брага   | 7     | 5     |      |       |
| 2021                                            | Брага   | 7     | 8     |      |       |
| 2022                                            | Брага   | 7     | 4     |      |       |
| 2023                                            | Брага   | 9     | 5     |      |       |
| Всего                                           | Всего   | Всего | 72    | 62   | —     |

## Достижения
| - Чемпионат мира по пляжному футболу - Победитель (2): 2015, 2019 - Евролига по пляжному футболу - Победитель (4): 2015, 2019, 2020, 2021 - Европейские игры - Победитель: 2019 - Бронзовый призёр: 2015 - Кубок Европы по пляжному футболу - Победитель: 2016 - Мундиалито - Победитель (4): 2016, 2017, 2018, 2019 - Средиземноморские пляжные игры - Серебряный призёр: 2023 - Кубок европейских чемпионов по пляжному футболу - Победитель (3): 2017, 2018, 2019 - Серебряный призёр (4): 2015, 2020, 2021, 2022 - Клубный Мундиалито по пляжному футболу - Победитель (3): 2017, 2019, 2020 - Серебряный призёр (2): 2012, 2021 - Московский международный кубок - Победитель: 2023 - Второе место: 2022 - Чемпионат Италии - Победитель: 2024 | - Чемпионат мира по пляжному футболу: - Бронзовый мяч: 2019 - Звёзды пляжного футбола (4): - Лучший игрок планеты: 2022 - Сборная мира: 2021, 2022 - Восходящая звезда: 2015 - Евролига по пляжному футболу (2): - Суперфинал: - Лучший игрок: 2016 - Этап регулярного сезона: - Лучший игрок: 2018 (x1) - Клубный Мундиалито по пляжному футболу: - Лучший игрок: 2019 - Чемпионат Италии: - Лучший игрок: 2024 |